# (3979) Brorsen
(3979) Brorsen (1983 VV1) – planetoida z grupy pasa głównego asteroid okrążająca Słońce w ciągu 5 lat i 173 dni w średniej odległości 3,1 j.a. Została odkryta 8 listopada 1983 roku.